# Agron Tufa
Agron Tufa né en 1967, est un écrivain et un poète de langue albanaise. Il vit à Tirana en Albanie.

## Biographie
Agron Tufa  est né à Suhadoll à l'est de l'Albanie dans la région de Dibër. Il fait des études de lettres à l'Université de Tirana. Puis poursuit à Moscou où il est diplômé en théorie de la traduction.
Depuis son retour à Tirana, il traduit en albanais plusieurs poètes russes : tout particulièrement Joseph Brodsky, mais aussi Anna Akhmatova, Osip Mandelstam, Boris Pasternak, etc.
Il écrit plusieurs romans et de la poésie.
Il est également rédacteur de magazines littéraires et enseigne la littérature à l'Université de Tirana.

## Œuvres en albanais
- Dueli, roman, Ora Botime, Tirana, 2002,  (ISBN 99927-814-1-6)
- Fabula rasa, roman, Ideart, Tirana, 2004,  (ISBN 99943-637-8-6)